# Fußball-Südostasienmeisterschaft 2022/Gruppe B
| Pl. | Land     | Sp. | S | U | N | Tore    | Diff. | Punkte |
| --- | -------- | --- | - | - | - | ------- | ----- | ------ |
| 1.  | Vietnam  | 4   | 3 | 1 | 0 | 012:000 | +12   | 10     |
| 2.  | Malaysia | 4   | 3 | 0 | 1 | 010:400 | +6    | 09     |
| 3.  | Singapur | 4   | 2 | 1 | 1 | 006:600 | ±0    | 07     |
| 4.  | Myanmar  | 4   | 0 | 1 | 3 | 004:900 | −5    | 01     |
| 5.  | Laos     | 4   | 0 | 1 | 3 | 002:150 | −13   | 01     |

Die Gruppe B der Fußball-Südostasienmeisterschaft 2022 war eine der zwei Gruppen des Turniers. Die ersten beiden Spiele wurden am 21. Dezember 2022 ausgetragen, der letzte Spieltag fand am 3. Januar 2023 statt. Die Gruppe bestand aus den Nationalmannschaften aus Vietnam, Malaysia, Singapur, Myanmar und Laos.

## Myanmar – Malaysia 0:1 (0:0)
| Myanmar                                                                     | Myanmar | Malaysia | Malaysia |
| --------------------------------------------------------------------------- | --- | --- | -------- |
| Myanmar                                                                     | \| 1. Spieltag \| \| 21. Dezember 2022 um 16:30 Uhr (11:00 Uhr MEZ) in Rangun (Thuwunna Stadium) \| \| Zuschauer: 4.500 \| \| Schiedsrichter: Ahmed al-Ali ( Jordanien) \| \| Spielbericht \| | \| 1. Spieltag \| \| 21. Dezember 2022 um 16:30 Uhr (11:00 Uhr MEZ) in Rangun (Thuwunna Stadium) \| \| Zuschauer: 4.500 \| \| Schiedsrichter: Ahmed al-Ali ( Jordanien) \| \| Spielbericht \| | Malaysia |
| Myanmar                                                                     | Kyaw Zin Phyo – Kyaw Zin Lwin (61. Hein Phyo Win), Ye Min Thu, Thiha Htet Aung, Nanda Kyaw (82. David Htan) – Kyaw Min Oo, Lwin Moe Aung, Maung Maung Lwin (41. Ye Yint Aung), Yan Naing Oo (46. Myat Kaung Khant), Hein Htet Aung – Aung Kaung Mann (61. Win Naing Tun) Cheftrainer: Antoine Hey ( Deutschland) | Syihan Hazmi – Sharul Nazeem, Khuzaimi Piee (45.+3' Fazly Mazlan), Dominic Tan – Azam Azmi, Brendan Gan, Stuart Wilkin, Ruventhiran Vengadesan (88. David Rowley) – Safawi Rasid (74. Ezequiel Agüero), Darren Lok (46. Lee Tuck), Faisal Halim (88. Aliff Haiqal) Cheftrainer: Kim Pan-gon ( Südkorea) | Malaysia |
| Myanmar                                                                     | 0:1 Halim (52.) | | Malaysia |
| Myanmar                                                                     | Yan (24.), Kyaw Zin P. (39.), Thiha (60.), Kyaw M. (80.), Win N. (84.), Aung K. (90.+3') | Agüero (90.+4'), Rasid (90.+6') | Malaysia |
| Myanmar                                                                     | Hazmi hält Handelfmeter von Win N. (90.+4') | | Malaysia |
| Myanmar                                                                     | Spieler des Spiels: Syihan Hazmi (Malaysia) | | Malaysia |
| 1. Spieltag                                                                 | | |          |
| 21. Dezember 2022 um 16:30 Uhr (11:00 Uhr MEZ) in Rangun (Thuwunna Stadium) | | |          |
| Zuschauer: 4.500                                                            | | |          |
| Schiedsrichter: Ahmed al-Ali ( Jordanien)                                   | | |          |
| Spielbericht                                                                | | |          |

## Laos – Vietnam 0:6 (0:2)
| Laos                                                                                    | Laos | Vietnam | Vietnam |
| --------------------------------------------------------------------------------------- | --- | --- | ------- |
| Laos                                                                                    | \| 1. Spieltag \| \| 21. Dezember 2022 um 19:30 Uhr (13:30 Uhr MEZ) in Vientiane (New Laos National Stadium) \| \| Zuschauer: 10.240 \| \| Schiedsrichter: Hiroki Kasahara ( Japan) \| \| Spielbericht \| | \| 1. Spieltag \| \| 21. Dezember 2022 um 19:30 Uhr (13:30 Uhr MEZ) in Vientiane (New Laos National Stadium) \| \| Zuschauer: 10.240 \| \| Schiedsrichter: Hiroki Kasahara ( Japan) \| \| Spielbericht \| | Vietnam |
| Laos                                                                                    | Keo-Oudone Souvannasangso – Photthavong Sangvilay, Anantaza Siphongphan, Nalongsit Chanthalangsy, At Viengkham (67. Inthachuk Sisouphan) – Chanthavixay Khounthoumphone (78. Phathana Phommathep), Soukaphone Vongchiengkham , Chony Wenpaserth, Soukphachan Lueanthala (46. Phithack Kongmathilath) – Anousone Xaypanya (46. Manolom Phetpackdy), Billy Ketkeophomphone (46. Ekkamai Ratxachak) Cheftrainer: Michael Weiß ( Deutschland) | Đặng Văn Lâm – Đỗ Duy Mạnh, Quế Ngọc Hải, Nguyễn Thành Chung – Hồ Tấn Tài, Đỗ Hùng Dũng , Nguyễn Hoàng Đức (65. Nguyễn Tuấn Anh), Đoàn Văn Hậu (65. Vũ Văn Thanh) – Nguyễn Quang Hải (34. Nguyễn Văn Quyết), Nguyễn Tiến Linh (77. Phạm Tuấn Hải), Phan Văn Đức (65. Nguyễn Văn Toàn) Cheftrainer: Park Hang-seo ( Südkorea) | Vietnam |
| Laos                                                                                    | 0:1 Nguyễn Ti. (15.) 0:2 Đỗ H. (43.) 0:3 Hồ (55.) 0:4 Đoàn (58.) 0:5 Nguyễn Văn T. (82.) 0:6 Vũ (90.+1') | | Vietnam |
| Laos                                                                                    | Ketkeophomphone (12.) | | Vietnam |
| Laos                                                                                    | Spieler des Spiels: Đỗ Hùng Dũng (Vietnam) | | Vietnam |
| 1. Spieltag                                                                             | | |         |
| 21. Dezember 2022 um 19:30 Uhr (13:30 Uhr MEZ) in Vientiane (New Laos National Stadium) | | |         |
| Zuschauer: 10.240                                                                       | | |         |
| Schiedsrichter: Hiroki Kasahara ( Japan)                                                | | |         |
| Spielbericht                                                                            | | |         |

## Singapur – Myanmar 3:2 (1:1)
| Singapur                                                                         | Singapur | Myanmar | Myanmar |
| -------------------------------------------------------------------------------- | --- | --- | ------- |
| Singapur                                                                         | \| 2. Spieltag \| \| 24. Dezember 2022 um 18:00 Uhr (11:00 Uhr MEZ) in Singapur (Jalan Besar Stadium) \| \| Zuschauer: 5.370 \| \| Schiedsrichter: Kim Jong-hyeok ( Südkorea) \| \| Spielbericht \| | \| 2. Spieltag \| \| 24. Dezember 2022 um 18:00 Uhr (11:00 Uhr MEZ) in Singapur (Jalan Besar Stadium) \| \| Zuschauer: 5.370 \| \| Schiedsrichter: Kim Jong-hyeok ( Südkorea) \| \| Spielbericht \| | Myanmar |
| Singapur                                                                         | Zaiful Nizam – Christopher van Huizen (67. Nazrul Nazari), Hariss Harun , Shahdan Sulaiman – Hafiz Nor (46. Ryhan Stewart), Anumanthan Kumar (53. Joshua Pereira) Shah Shahiran, Shakir Hamzah – Shawal Anuar, Ilhan Fandi (53. Amy Recha), Faris Ramli (46. Hami Syahin) Cheftrainer: Takayuki Nishigaya ( Japan) | Myo Min Latt – Hein Phyo Win (54. Kyaw Zin Lwin), Ye Min Thu, Thiha Htet Aung, Nanda Kyaw – Kyaw Min Oo (85. Ye Yint Aung), Lin Htet Soe (61. Myat Kaung Khant), Lwin Moe Aung (85. Win Moe Kyaw), Maung Maung Lwin , Hein Htet Aung – Aung Kaung Mann (54. Win Naing Tun) Cheftrainer: Antoine Hey ( Deutschland) | Myanmar |
| Singapur                                                                         | 1:1 Fandi (45.) 2:1 Shahiran (49.) 3:2 Anuar (74.) | 0:1 Maung (34.) 2:2 Maung (66.) | Myanmar |
| Singapur                                                                         | Harun (82.) | Maung (82.) | Myanmar |
| Singapur                                                                         | Nanda (81.) | | Myanmar |
| Singapur                                                                         | Spieler des Spiels: Shawal Anuar (Singapur) | | Myanmar |
| 2. Spieltag                                                                      | | |         |
| 24. Dezember 2022 um 18:00 Uhr (11:00 Uhr MEZ) in Singapur (Jalan Besar Stadium) | | |         |
| Zuschauer: 5.370                                                                 | | |         |
| Schiedsrichter: Kim Jong-hyeok ( Südkorea)                                       | | |         |
| Spielbericht                                                                     | | |         |

## Malaysia – Laos 5:0 (1:0)
| Malaysia                                                                                      | Malaysia | Laos | Laos |
| --------------------------------------------------------------------------------------------- | --- | --- | ---- |
| Malaysia                                                                                      | \| 2. Spieltag \| \| 24. Dezember 2022 um 20:30 Uhr (13:30 Uhr MEZ) in Kuala Lumpur (Bukit Jalil National Stadium) \| \| Zuschauer: 29.961 \| \| Schiedsrichter: Majed al-Shamrani ( Saudi-Arabien) \| \| Spielbericht \|                                                                                | \| 2. Spieltag \| \| 24. Dezember 2022 um 20:30 Uhr (13:30 Uhr MEZ) in Kuala Lumpur (Bukit Jalil National Stadium) \| \| Zuschauer: 29.961 \| \| Schiedsrichter: Majed al-Shamrani ( Saudi-Arabien) \| \| Spielbericht \| | Laos |
| Malaysia                                                                                      | Rahadiazli Rahalim – Quentin Cheng, Sharul Nazeem (46. Lee Tuck), Fazly Mazlan – Shamie Iszuan, Mukhairi Ajmal (46. Brendan Gan), David Rowley, Hakim Hassan – Safawi Rasid (86. Aliff Haiqal), Ezequiel Agüero (82. Stuart Wilkin), Faisal Halim (71. Haqimi Azim) Cheftrainer: Kim Pan-gon ( Südkorea) | Keo-Oudone Souvannasangso – Photthavong Sangvilay, Anantaza Siphongphan, Nalongsit Chanthalangsy, At Viengkham (37. Phathana Phommathep) – Soukaphone Vongchiengkham (75. Phouvieng Phounsavath), Manolom Phetpackdy (37. Chanthavixay Khounthoumphone), Chony Wenpaserth (62. Soukphachan Lueanthala), Phithack Kongmathilath – Anousone Xaypanya, Ekkamai Ratxachak (62. Kydavone Souvanny) Cheftrainer: Michael Weiß ( Deutschland) | Laos |
| Malaysia                                                                                      | 1:0 Agüero (29.) 2:0 Halim (65.) 3:0 Halim (68.) 4:0 Azim (77.) 5:0 Wilkin (87.) | | Laos |
| Malaysia                                                                                      | Halim (8.), Tuck (73.) | Siphongphan (13.) | Laos |
| Malaysia                                                                                      | Spieler des Spiels: Ezequiel Agüero (Malaysia) | | Laos |
| 2. Spieltag                                                                                   | | |      |
| 24. Dezember 2022 um 20:30 Uhr (13:30 Uhr MEZ) in Kuala Lumpur (Bukit Jalil National Stadium) | | |      |
| Zuschauer: 29.961                                                                             | | |      |
| Schiedsrichter: Majed al-Shamrani ( Saudi-Arabien)                                            | | |      |
| Spielbericht                                                                                  | | |      |

## Laos – Singapur 0:2 (0:1)
| Laos                                                                                    | Laos | Singapur | Singapur |
| --------------------------------------------------------------------------------------- | --- | --- | -------- |
| Laos                                                                                    | \| 3. Spieltag \| \| 27. Dezember 2022 um 17:00 Uhr (11:00 Uhr MEZ) in Vientiane (New Laos National Stadium) \| \| Zuschauer: 1.087 \| \| Schiedsrichter: Omar al-Yaqoubi ( Oman) \| \| Spielbericht \| | \| 3. Spieltag \| \| 27. Dezember 2022 um 17:00 Uhr (11:00 Uhr MEZ) in Vientiane (New Laos National Stadium) \| \| Zuschauer: 1.087 \| \| Schiedsrichter: Omar al-Yaqoubi ( Oman) \| \| Spielbericht \| | Singapur |
| Laos                                                                                    | Keo-Oudone Souvannasangso – Photthavong Sangvilay, Anantaza Siphongphan, Nalongsit Chanthalangsy, At Viengkham – Soukaphone Vongchiengkham (67. Phouvieng Phounsavath), Phathana Phommathep, Phithack Kongmathilath (78. Phonsack Seesavath), Chony Wenpaserth (67. Kydavone Souvanny) – Anousone Xaypanya (36. Chanthavixay Khounthoumphone), Ekkamai Ratxachak (78. Soukphachan Lueanthala) Cheftrainer: Michael Weiß ( Deutschland) | Hassan Sunny – Hafiz Nor (77. Ryhan Stewart), Irfan Fandi, Hariss Harun , Nazrul Nazari (77. Christopher van Huizen) – Zulfahmi Arifin, Shahdan Sulaiman, Joshua Pereira – Song Ui-young (56. Amy Recha), Ilhan Fandi (61. Shawal Anuar), Faris Ramli (61. Shah Shahiran) Cheftrainer: Takayuki Nishigaya ( Japan) | Singapur |
| Laos                                                                                    | 0:1 Ir. Fandi (32.) 0:2 Anuar (90.+4') | | Singapur |
| Laos                                                                                    | Xaypanya (22.), Lueanthala (84.) | Sulaiman (22.), Il. Fandi (31.), Nor (71.) | Singapur |
| Laos                                                                                    | Spieler des Spiels: Irfan Fandi (Singapur) | | Singapur |
| 3. Spieltag                                                                             | | |          |
| 27. Dezember 2022 um 17:00 Uhr (11:00 Uhr MEZ) in Vientiane (New Laos National Stadium) | | |          |
| Zuschauer: 1.087                                                                        | | |          |
| Schiedsrichter: Omar al-Yaqoubi ( Oman)                                                 | | |          |
| Spielbericht                                                                            | | |          |

## Vietnam – Malaysia 3:0 (1:0)
| Vietnam                                                                            | Vietnam | Malaysia | Malaysia |
| ---------------------------------------------------------------------------------- | --- | --- | -------- |
| Vietnam                                                                            | \| 3. Spieltag \| \| 27. Dezember 2022 um 19:30 Uhr (13:30 Uhr MEZ) in Hanoi (Mỹ Đình National Stadium) \| \| Zuschauer: 17.545 \| \| Schiedsrichter: Ryūji Satō ( Japan) \| \| Spielbericht \| | \| 3. Spieltag \| \| 27. Dezember 2022 um 19:30 Uhr (13:30 Uhr MEZ) in Hanoi (Mỹ Đình National Stadium) \| \| Zuschauer: 17.545 \| \| Schiedsrichter: Ryūji Satō ( Japan) \| \| Spielbericht \| | Malaysia |
| Vietnam                                                                            | Đặng Văn Lâm – Đỗ Duy Mạnh, Quế Ngọc Hải, Nguyễn Thành Chung (46. Bùi Tiến Dũng) – Hồ Tấn Tài, Đỗ Hùng Dũng (89. Nguyễn Phong Hồng Duy), Nguyễn Hoàng Đức (85. Nguyễn Tuấn Anh), Đoàn Văn Hậu – Nguyễn Văn Toàn, Nguyễn Tiến Linh (80. Phạm Tuấn Hải), Phan Văn Đức (80. Nguyễn Quang Hải) Cheftrainer: Park Hang-seo ( Südkorea) | Syihan Hazmi – Azam Azmi, Sharul Nazeem (80. Fazly Mazlan), Dominic Tan (68. Shamie Iszuan), Ruventhiran Vengadesan (46. Hakim Hassan) – Brendan Gan, Stuart Wilkin, Mukhairi Ajmal (58. Safawi Rasid) – Lee Tuck, Darren Lok (81. Ezequiel Agüero), Faisal Halim Cheftrainer: Kim Pan-gon ( Südkorea) | Malaysia |
| Vietnam                                                                            | 1:0 Nguyễn Ti. (28.) 2:0 Quế (64., Foulelfmeter) 3:0 Nguyễn H. (83.) | | Malaysia |
| Vietnam                                                                            | Nguyễn V. (13.), Nguyễn H. (69.) | Ajmal (35.), Tan (42.) | Malaysia |
| Vietnam                                                                            | Nguyễn V. (32.) | | Malaysia |
| Vietnam                                                                            | Azmi (62.) | | Malaysia |
| Vietnam                                                                            | Spieler des Spiels: Đặng Văn Lâm (Vietnam) | | Malaysia |
| 3. Spieltag                                                                        | | |          |
| 27. Dezember 2022 um 19:30 Uhr (13:30 Uhr MEZ) in Hanoi (Mỹ Đình National Stadium) | | |          |
| Zuschauer: 17.545                                                                  | | |          |
| Schiedsrichter: Ryūji Satō ( Japan)                                                | | |          |
| Spielbericht                                                                       | | |          |

## Myanmar – Laos 2:2 (1:1)
| Myanmar                                                                     | Myanmar | Laos | Laos |
| --------------------------------------------------------------------------- | --- | --- | ---- |
| Myanmar                                                                     | \| 4. Spieltag \| \| 30. Dezember 2022 um 16:30 Uhr (11:00 Uhr MEZ) in Rangun (Thuwunna Stadium) \| \| Zuschauer: 4.100 \| \| Schiedsrichter: Aziz Azimov ( Usbekistan) \| \| Spielbericht \|                                                                                                   | \| 4. Spieltag \| \| 30. Dezember 2022 um 16:30 Uhr (11:00 Uhr MEZ) in Rangun (Thuwunna Stadium) \| \| Zuschauer: 4.100 \| \| Schiedsrichter: Aziz Azimov ( Usbekistan) \| \| Spielbericht \| | Laos |
| Myanmar                                                                     | Tun Nanda Oo – David Htan (57. Lin Htet Soe), Ye Min Thu, Hein Zeyar Lin, Kyaw Zin Lwin (80. Aung Naing Win) – Kyaw Min Oo, Lwin Moe Aung, Maung Maung Lwin , Myat Kaung Khant (57. Hein Phyo Win), Hein Htet Aung – Aung Kaung Mann (64. Ye Yint Aung) Cheftrainer: Antoine Hey ( Deutschland) | Xaysavath Souvanhansok – Photthavong Sangvilay, Anantaza Siphongphan, Nalongsit Chanthalangsy, At Viengkham (46. Anousone Xaypanya) – Chanthavixay Khounthoumphone, Soukaphone Vongchiengkham (46. Soukphachan Lueanthala), Phathana Phommathep, Phithack Kongmathilath (77. Phouvieng Phounsavath), Chony Wenpaserth (68. Kydavone Souvanny) – Ekkamai Ratxachak (83. Billy Ketkeophomphone) Cheftrainer: Michael Weiß ( Deutschland) | Laos |
| Myanmar                                                                     | 1:1 Kyaw M. (15.) 2:2 Maung (90.+6') | 0:1 Vongchiengkham (12.) 1:2 Ratxachak (46.) | Laos |
| Myanmar                                                                     | Maung (30.), Aung N. (90.+7') | Phommathep (45.), Siphongphan (82.), Ketkeophomphone (90.+7') | Laos |
| Myanmar                                                                     | Spieler des Spiels: Maung Maung Lwin (Myanmar) | | Laos |
| 4. Spieltag                                                                 | | |      |
| 30. Dezember 2022 um 16:30 Uhr (11:00 Uhr MEZ) in Rangun (Thuwunna Stadium) | | |      |
| Zuschauer: 4.100                                                            | | |      |
| Schiedsrichter: Aziz Azimov ( Usbekistan)                                   | | |      |
| Spielbericht                                                                | | |      |

## Singapur – Vietnam 0:0
| Singapur                                                                         | Singapur | Vietnam | Vietnam |
| -------------------------------------------------------------------------------- | --- | --- | ------- |
| Singapur                                                                         | \| 4. Spieltag \| \| 30. Dezember 2022 um 20:30 Uhr (13:30 Uhr MEZ) in Singapur (Jalan Besar Stadium) \| \| Zuschauer: 5.434 \| \| Schiedsrichter: Hiroki Kasahara ( Japan) \| \| Spielbericht \| | \| 4. Spieltag \| \| 30. Dezember 2022 um 20:30 Uhr (13:30 Uhr MEZ) in Singapur (Jalan Besar Stadium) \| \| Zuschauer: 5.434 \| \| Schiedsrichter: Hiroki Kasahara ( Japan) \| \| Spielbericht \| | Vietnam |
| Singapur                                                                         | Hassan Sunny – Christopher van Huizen (67. Nazrul Nazari), Irfan Fandi, Hariss Harun , Shakir Hamzah – Shahdan Sulaiman, Ryhan Stewart, Anumanthan Kumar (67. Zulfahmi Arifin), Shah Shahiran (90. Hami Syahin), Faris Ramli (46. Song Ui-young) – Ilhan Fandi (46. Shawal Anuar) Cheftrainer: Takayuki Nishigaya ( Japan) | Đặng Văn Lâm – Nguyễn Thanh Bình, Quế Ngọc Hải, Bùi Tiến Dũng – Vũ Văn Thanh (82. Hồ Tấn Tài), Nguyễn Tuấn Anh (58. Nguyễn Hoàng Đức), Đỗ Hùng Dũng (46. Nguyễn Quang Hải), Nguyễn Phong Hồng Duy, Châu Ngọc Quang (46. Phan Văn Đức) – Phạm Tuấn Hải (58. Nguyễn Tiến Linh), Nguyễn Văn Quyết Cheftrainer: Park Hang-seo ( Südkorea) | Vietnam |
| Singapur                                                                         | Kumar (5.), Arifin (82.) | Vũ (79.) | Vietnam |
| Singapur                                                                         | Spieler des Spiels: Irfan Fandi (Singapur) | | Vietnam |
| 4. Spieltag                                                                      | | |         |
| 30. Dezember 2022 um 20:30 Uhr (13:30 Uhr MEZ) in Singapur (Jalan Besar Stadium) | | |         |
| Zuschauer: 5.434                                                                 | | |         |
| Schiedsrichter: Hiroki Kasahara ( Japan)                                         | | |         |
| Spielbericht                                                                     | | |         |

## Vietnam – Myanmar 3:0 (2:0)
| Vietnam                                                                         | Vietnam | Myanmar | Myanmar |
| ------------------------------------------------------------------------------- | --- | --- | ------- |
| Vietnam                                                                         | \| 5. Spieltag \| \| 3. Januar 2023 um 19:30 Uhr (13:30 Uhr MEZ) in Hanoi (Mỹ Đình National Stadium) \| \| Zuschauer: 11.575 \| \| Schiedsrichter: Choi Hyun-jai ( Südkorea) \| \| Spielbericht \| | \| 5. Spieltag \| \| 3. Januar 2023 um 19:30 Uhr (13:30 Uhr MEZ) in Hanoi (Mỹ Đình National Stadium) \| \| Zuschauer: 11.575 \| \| Schiedsrichter: Choi Hyun-jai ( Südkorea) \| \| Spielbericht \| | Myanmar |
| Vietnam                                                                         | Đặng Văn Lâm – Hồ Tấn Tài (74. Vũ Văn Thanh), Đỗ Duy Mạnh, Bùi Hoàng Việt Anh, Nguyễn Thành Chung, Đoàn Văn Hậu (61. Nguyễn Phong Hồng Duy) – Nguyễn Quang Hải (61. Nguyễn Hoàng Đức), Đỗ Hùng Dũng (46. Châu Ngọc Quang), Nguyễn Văn Quyết – Phạm Tuấn Hải, Nguyễn Tiến Linh (46. Phan Văn Đức) Cheftrainer: Park Hang-seo ( Südkorea) | Tun Nanda Oo – Kyaw Zin Lwin, Ye Min Thu, Kyaw Min Oo , Thiha Htet Aung, Hein Phyo Win (57. Win Moe Kyaw) – Lin Htet Soe (46. Ye Yint Aung, 83. Myat Kaung Khant), Aung Naing Win, Lwin Moe Aung (65. Wai Ling Aung) – Hein Htet Aung, Aung Kaung Mann (83. Yan Naing Oo) Cheftrainer: Antoine Hey ( Deutschland) | Myanmar |
| Vietnam                                                                         | 1:0 Kyaw Z. (8., Eigentor) 2:0 Nguyễn Ti. (27.) 3:0 Châu (72.) | | Myanmar |
| Vietnam                                                                         | Aung N. (76.) | | Myanmar |
| Vietnam                                                                         | Spieler des Spiels: Phạm Tuấn Hải (Vietnam) | | Myanmar |
| 5. Spieltag                                                                     | | |         |
| 3. Januar 2023 um 19:30 Uhr (13:30 Uhr MEZ) in Hanoi (Mỹ Đình National Stadium) | | |         |
| Zuschauer: 11.575                                                               | | |         |
| Schiedsrichter: Choi Hyun-jai ( Südkorea)                                       | | |         |
| Spielbericht                                                                    | | |         |

## Malaysia – Singapur 4:1 (1:0)
| Malaysia                                                                                   | Malaysia | Singapur | Singapur |
| ------------------------------------------------------------------------------------------ | --- | --- | -------- |
| Malaysia                                                                                   | \| 5. Spieltag \| \| 3. Januar 2023 um 20:30 Uhr (13:30 Uhr MEZ) in Kuala Lumpur (Bukit Jalil National Stadium) \| \| Zuschauer: 65.147 \| \| Schiedsrichter: Mohammed al-Hoish ( Saudi-Arabien) \| \| Spielbericht \|                                                                                   | \| 5. Spieltag \| \| 3. Januar 2023 um 20:30 Uhr (13:30 Uhr MEZ) in Kuala Lumpur (Bukit Jalil National Stadium) \| \| Zuschauer: 65.147 \| \| Schiedsrichter: Mohammed al-Hoish ( Saudi-Arabien) \| \| Spielbericht \|                                                                                                   | Singapur |
| Malaysia                                                                                   | Syihan Hazmi – Quentin Cheng, Sharul Nazeem (78. David Rowley), Dominic Tan (68. Fazly Mazlan), Ruventhiran Vengadesan – Brendan Gan, Stuart Wilkin, Mukhairi Ajmal – Safawi Rasid (60. Ezequiel Agüero), Darren Lok (60. Lee Tuck), Faisal Halim (68. Haqimi Azim) Cheftrainer: Kim Pan-gon ( Südkorea) | Hassan Sunny – Christopher van Huizen (71. Farhan Zulkifli), Irfan Fandi, Hariss Harun , Shakir Hamzah (60. Zulfahmi Arifin) – Shahdan Sulaiman, Anumanthan Kumar, Shah Shahiran (46. Shawal Anuar), Song Ui-young (60. Faris Ramli) – Hafiz Nor (78. Nazrul Nazari), Amy Recha Cheftrainer: Takayuki Nishigaya ( Japan) | Singapur |
| Malaysia                                                                                   | 1:0 Lok (35.) 2:0 Wilkin (50.) 3:0 Wilkin (54.) 4:1 Agüero (88.) | 3:1 Ramli (85.) | Singapur |
| Malaysia                                                                                   | Fandi (53.) | | Singapur |
| Malaysia                                                                                   | Spieler des Spiels: Stuart Wilkin (Malaysia) | | Singapur |
| 5. Spieltag                                                                                | | |          |
| 3. Januar 2023 um 20:30 Uhr (13:30 Uhr MEZ) in Kuala Lumpur (Bukit Jalil National Stadium) | | |          |
| Zuschauer: 65.147                                                                          | | |          |
| Schiedsrichter: Mohammed al-Hoish ( Saudi-Arabien)                                         | | |          |
| Spielbericht                                                                               | | |          |